# روبرت مادن هيل
روبرت مادن هيل (بالإنجليزية: Robert Madden Hill)‏ هو قاضي ومحامي أمريكي، ولد في 13 يناير 1928 في دالاس في الولايات المتحدة، وتوفي في 19 أكتوبر 1987.